# Hyomin
 (janvier 2013).
Si vous disposez d'ouvrages ou d'articles de référence ou si vous connaissez des sites web de qualité traitant du thème abordé ici, merci de compléter l'article en donnant les références utiles à sa vérifiabilité et en les liant à la section « Notes et références ».
Hyomin (coréen : 효민), de son vrai nom Park Sun-young (박선영), née le 30 mai 1989 à Busan en Corée du Sud, est une danseuse, actrice, styliste et chanteuse sud-coréenne de K-pop. Elle est membre du girl group T-ara en tant que chanteuse principale.

## Carrière

### 2014–présent: Début solo
Hyomin sort son premier EP, Make Up avec le titre principal "Nice Body" le 30 juin 2014.
Son second mini-album Sketch avec les deux titres promotionnels "Sketch" et "Gold" sort le 17 mars 2016.
En janvier 2018, Hyomin quitte MBK Entertainment après que son contrat soit terminé. Elle a l’intention de continuer ses promotions avec T-ara dans le futur.
En mai, elle rejoint Sublime Artist Agency pour poursuivre sa carrière solo en Corée du Sud et en Chine,,.
Le 12 septembre, Hyomin publie son premier single digital "Mango",.
Le 20 janvier 2019, elle sort son second single digital nommé "U Um U Um", en vue de son troisième mini-album qui devrait sortir à la mi-février,.

## Discographie

### Mini-albums (EPs)
| Titre   | Date de sortie | Labels                           | Formats                      | Meilleures positions | Meilleures positions | Ventes                 |
| Titre   | Date de sortie | Labels                           | Formats                      | COR                  | TWN                  | Ventes                 |
| ------- | -------------- | -------------------------------- | ---------------------------- | -------------------- | -------------------- | ---------------------- |
| Make Up | 30 juin 2014   | Core Contents, KT Music          | CD, téléchargement numérique | 6                    | 15                   | - COR : plus de 8 868  |
| Sketch  | 17 mars 2016   | MBK Entertainment, Interpark INT | CD, téléchargement numérique | 3                    | 1                    | - COR : plus de 13 129 |

### Singles
| Titre                                                                               | Année | Meilleures positions | Meilleures positions | Meilleures positions | Ventes                  | Album               |
| Titre                                                                               | Année | COR Gaon             | COR Billboard        | CHN V Chart          | Ventes                  | Album               |
| ----------------------------------------------------------------------------------- | ----- | -------------------- | -------------------- | -------------------- | ----------------------- | ------------------- |
| "Nice Body"                                                                         | 2014  | 13                   | 18                   | 2                    | - COR : plus de 229 290 | Make Up             |
| "Sketch"                                                                            | 2016  | 120                  | NC                   | 1                    | - COR : plus de 13 515  | Sketch              |
| "Sketch" (Version chinoise)                                                         | 2016  | —                    | NC                   | 1                    | NC                      | Sketch              |
| "Gold"                                                                              | 2016  | —                    | NC                   | —                    | NC                      | Sketch              |
| "Mango"                                                                             | 2018  | —                    | —                    | 1                    | NC                      | Non issu d’un album |
| "Mango" (Version chinoise)                                                          | 2018  | —                    | —                    | 3                    | NC                      | Non issu d’un album |
| "U Um U Um"                                                                         | 2019  | —                    | —                    | 1                    | NC                      | Non issu d’un album |
| "—" signifie que le titre ne s'est pas classé ou n'est pas sorti dans cette région. |       |                      |                      |                      |                         |                     |

### Bande-son
| Année | Album                   | Chanson            | Notes                               | Ventes                  |
| ----- | ----------------------- | ------------------ | ----------------------------------- | ----------------------- |
| 2008  | Colour Pink             | "Blue Moon"        | avec Seeya, Davichi and Black Pearl | -                       |
| 2009  | N-Time                  | "N-Time"           | avec Hwang Jung-eum                 | -                       |
| 2010  | Wonder Woman            | "Wonder Woman"     | avec Eunjung, Seeya et Davichi      | COR : plus de 2 301 658 |
| 2010  | Coffee House OST Part 3 | "Coffee Over Milk" | avec Soyeon et Lee Bo-ram (Seeya)   | -                       |
| 2011  | Beautiful Girl          | "Beautiful Girl"   | avec Brave Brothers et Electro-Boyz | COR : plus de 437 790   |

### Clips vidéos
| Année | Clip vidéo  | Réalisateur     | Notes            |
| ----- | ----------- | --------------- | ---------------- |
| 2014  | "Nice Body" | Hyun Young Sung | Original Version |
| 2014  | "Nice Body" | Hyun Young Sung | Dance Version    |
| 2016  | "Sketch"    | Tiger Cave      | Original Version |
| 2016  | "Sketch"    | Tiger Cave      | Sexy Version     |
| 2016  | "Sketch"    | Tiger Cave      | Chinese Version  |
| 2018  | "Mango"     | Seong Chang-won | Original Version |
| 2018  | "Mango"     | Seong Chang-won | Chinese Version  |
| 2019  | "U Um U Um" | Ray J. Yi       | Original Version |
| 2019  | "U Um U Um" | Ray J. Yi       | Chinese Version  |

## Filmographie

### Films
| Année | Titre         | Rôle       | Notes           | Réf.   |
| ----- | ------------- | ---------- | --------------- | ------ |
| 2011  | Gisaeng Ryung | Yu-rin     | Rôle principal  | ,      |
| 2013  | Jinx!!!       | Yoon Ji-ho | Rôle secondaire | [ 24 ] |

### Séries télévisées
| Année | Chaîne        | Titre                     | Rôle         | Notes           | Réf.   |
| ----- | ------------- | ------------------------- | ------------ | --------------- | ------ |
| 2010  | SBS           | My Girlfriend is a Gumiho | Ban Sun-nyeo | Rôle secondaire | ,      |
| 2011  | MBC           | Gye Baek                  | Cho-young    | Rôle secondaire | [ 27 ] |
| 2012  | MBC           | The Thousandth Man        | Gu Mi-mo     | Rôle secondaire | [ 28 ] |
| 2015  | Naver TV Cast | Sweet Temptation          | Hyo-jin      | Web Drama       | [ 29 ] |

### Emissions de variétés
| Année   | Titre                            | Chaîne   | Rôle                         | Réf.   |
| ------- | -------------------------------- | -------- | ---------------------------- | ------ |
| 2009–10 | Invincible Youth                 | KBS      | Membre du casting            |        |
| 2012    | We Got Married (Chinese version) | MBC/SMG  | Membre du casting            |        |
| 2016    | Master of Driving                | tcast TV | Membre principale du casting | [ 30 ] |
| 2017    | Mix And The City                 | JTBC     | Membre principale du casting | [ 31 ] |
| 2017    | It's Okay To Go A Little Crazy   | SBS      | Membre principale du casting | [ 32 ] |
| 2018    | King of Mask Singer              | MBC      | Participante                 |        |
| 2018    | Cart Show 2                      | MBN      | Membre du casting            | [ 33 ] |
| 2018    | My Friend's Blind Date           | MBN      | Hôte                         | [ 34 ] |

### Comédies musicales
| Année | Titre                            | Rôle          | Réf. |
| ----- | -------------------------------- | ------------- | ---- |
| 2009  | I Really Really Like You Musical | Hong Jung-hwa |      |
| 2012  | Our Youth, Roly Poly Musical     | Han Joo-young |      |

## Récompenses
| Année | Cérémonie                | Catégorie                           | Travail nommé | Résultat | Réf.   |
| ----- | ------------------------ | ----------------------------------- | ------------- | -------- | ------ |
| 2011  | MBC Drama Awards         | Meilleure Nouvelle Actrice          | Gyebaek       | Lauréat  | [ 35 ] |
| 2017  | Yinyuetai V-chart Awards | Meilleure Artiste Féminine Coréenne | Sketch        | Lauréat  | [ 36 ] |